# Eulalia Ruiz de Clavijo
Eulalia Ruiz de Clavijo Aragón (Moguer, Huelva; 12 de febrero de 1904-Madrid; 16 de noviembre de 2000), fue la primera mujer procuradora en los tribunales españoles.

## Biografía
Nació el 12 de febrero de 1904 en su casa de la plaza de la Iglesia en Moguer. Sus padres eran Domingo Ruiz de Clavijo Teruel y Concha Aragón Pina.
Inició sus estudios en el colegio de las esclavas de Moguer. En 1927 murió su padre y pasa a encargarse de toda su familia por lo que empezó a trabajar como encargada de la centralita telefónica recién instalada en Moguer, además puso una casa de huéspedes y una academia privada en la que impartía clases de bachillerato y piano.
Paralelamente comenzó a prepararse sola los títulos de bachillerato y magisterio. En 1934 se matriculó en bachillerato en el Instituto Nacional de segunda enseñanza de Huelva, acabando los estudios en 1937 con una nota media de sobresaliente.
También comenzó a leer libros de la biblioteca personal de Aurelio Álvarez, juez de Primera Instancia de Moguer, con los que comenzó a interesarse por la profesión de procurador.
El 3 de marzo de 1941 recibió el título de bachiller y el 22 de diciembre se dio de alta como procuradora en Moguer hasta finales de 1946. Compaginó esta nueva actividad con sus anteriores ocupaciones de maestra y telefonista.
En agosto de 1945 se fue a Madrid y, tras los pertinentes trámites administrativos, obtuvo la plaza de procuradora en Alcalá de Henares donde ejerció hasta el 24 de diciembre de 1948. En este lugar tuvo grandes dificultades por su condición de mujer para ejercer, hasta el punto de tener que poner un pleito al Colegio de Procuradores.
Abrió un despacho en la calle Ferraz de Madrid, donde compartía domicilio con el poeta cartagenero Antonio Oliver Belmás, del cual se hizo muy amiga, quien despertó en ella la afición por la poesía, y que luego esa amistad se trasladaría a su esposa la escritora Carmen Conde.
Desde 1948 ejerció en Madrid hasta 1981, el año de su jubilación. Este trabajo lo compatibilizó con un trabajo por las mañanas en la Delegación Nacional de Sindicatos. Durante tantos años en el desempeño de la profesión, nunca tuvo una mácula en su historial de procuradora. En 1969 le concedieron la "Medalla al Mérito Profesional", coincidiendo con los veinticinco años en la profesión. 
Fue doblemente pionera ya que fue la primera mujer procuradora de España y también del Colegio de Madrid. Eulalia dejó de ejercer cumplidos ya los 70 años.
El 16 de noviembre de 2000 falleció en Madrid a los 96 años.

## Premios y reconocimientos
- 1969: Medalla al Mérito Profesional[1]

En 1999 se impone su nombre a modo de homenaje a una asociación de mujeres de Moguer con los objetivos de mejoras en la comunidad local. En 2007 el Ilustre Colegio de Procuradores de Madrid creó un premio con su nombre.